# Qaannat Kattuffiat
Qaannat Kattuffiat („Verband der Kajaks“) ist der grönländische Kajakverband.

## Geschichte
Das Kajak ist ein traditionelles Jagdwerkzeug der Inuit und war damit bis ins 20. Jahrhundert überlebenswichtig. Durch das Aufkommen von Motorbooten verlor es bei der Jagd und Fischerei an Bedeutung. Vor allem Manasse Mathæussen setzte sich zeit seines Lebens für den Erhalt der Kajakkultur in Grönland ein und gründete lokale Vereinigungen für Kajakfahrer. Auch der Lehrer Hans Christian Petersen setzte sich dafür ein, das Wissen über Kajaks in der Bevölkerung zu vergrößern. 1984 wurden drei aus dem 17. oder 18. Jahrhundert stammende Kajaks aus einem niederländischen Museum nach Grönland ausgeliehen, wo sie für Interesse sorgten. Im selben Jahr wurde ein gemeinschaftliches Treffen der Kajakvereinigungen abgehalten, wo beschlossen wurde, einen landesweiten Kajakverband zu gründen, der schließlich 1985 entstand. Einer der Mitgründer war der aus Texas stammende John Heath, der den Kajaksport in den USA populär zu machen versuchte. Dadurch nahmen einige US-Amerikaner in den vom Qaannat Kattuffiat veranstalteten grönländischen Meisterschaften teil. 2000 wurde schließlich eine US-amerikanische Kajakvereinigung gegründet, die als Unterabteilung des grönländischen Verbands anerkannt wurde. Weitere ausländische Abteilungen befinden sich in Dänemark und Japan, während in Grönland selbst rund 25 Vereine existieren. Der Verband ist Teil von Grønlands Idrætsforbund.